# Катастрофа KC-135 в Уичито (1965)
Катастрофа KC-135 в Уичито — авиационная катастрофа, произошедшая морозным утром в субботу 16 января 1965 года в северо-восточной части Уичито (штат Канзас), когда полностью загруженный воздушный танкер Boeing KC-135A-BN американских военно-воздушных сил упал на жилой район, при этом официально погибли 30 человек. Крупнейшая авиационная катастрофа в истории Канзаса.

## Фон
После произошедшего 2 августа 1964 года инцидента в Тонкинском заливе США открыто вступили в войну во Вьетнаме, начав бомбардировки северовьетнамских объектов. При этом бомбардировщики выполняли значительные по протяжённости полёты с базы на острове Гуам к целям и обратно, поэтому активно применялась их дозаправка в воздухе, из-за чего среди экипажей воздушных танкеров даже получила распространение аббревиатура NKAWTG — Nobody Kicks Ass Without Tanker Gas (рус. Никто не надерёт задницу без топливозаправщика). Эта операция по дозаправке носила официальное название Flying Fish (рус. Летучая Рыба), но экипажи в иронической форме называли её Operation Lucky Number (рус. Операция «Счастливое число»). Среди принимавших участие в данной операции было и 70-е бомбардировочное крыло, базирующееся на авиабазе Клинтон—Шерман (штат Оклахома), но его экипажи часто летали на авиабазу Макконнелл в Уичито (Канзас), где работали совместно с экипажами 22-го заправочного авиационного крыла.

## Самолёт и экипаж
Самолётом, который выполнял роковой вылет, был Boeing KC-135A-BN Stratotanker с регистрационным номером 57-1442 (заводской — 17513, серийный — 122), получивший среди экипажей прозвище Raggy 42. Его четыре реактивных двигателя были модели Pratt & Whitney J57-P. Данный самолёт был приписан к авиабазе Клинтон—Шерман.
Лётный экипаж топливозаправщика состоял из 4 человек:
- Командир корабля — капитан Чеслав «Честер» Щмук (англ. Czeslaw «Chester» Szmuc), 35 лет. Считался опытным и дисциплинированным лётчиком, хотя и придирчивым, за что пользовался уважением среди сослуживцев.
- Помощник командира корабля — капитан Гэри Дж. Видсет (англ. Gary J. Widseth), 26 лет; до перехода на реактивный «Боинг» пилотировал винтовой KC-97.
- Штурман — второй лейтенант Артур В. Салливан (англ. Arthur W. Sullivan), 22 года.
- Бортинженер — штаб-сержант Реджиналд Р. Вент (англ. Reginald R. Went), 34 года.

Также на борту находилась заправочная команда в составе 3 человек:
- Штаб-сержант Джозеф В. Дженкинс (англ. Joseph W. Jenkins), 29 лет.
- Рядовой ВВС 1-го класса (A1C) Даниэль «Дэнни» Э. Кененски (англ. Daniel «Danny» E. Kenenski), 20 лет.
- Рядовой ВВС 2-го класса (A2C) Джон Л. Дэвидсон (англ. John L. Davidson), 20 лет.

Лётный экипаж был из 902-й заправочной авиационной эскадрильи, а заправочная команда — из 70-й организационно-эксплуатационной эскадрильи; обе эти эскадрильи были из 70-го крыла.

## Катастрофа
Во вторник 12 января в 17:20 в рамках операции Flying Fish экипаж Щмука вылетел со своей базы Клинтон—Шерман и благополучно выполнил задание по дозаправке в воздухе, после чего в 21:50 приземлился на авиабазе Макконнелл, где остался на ночёвку. По счёту это было уже 19-е задание в рамках операции, а всего несколькими днями ранее авиабазе Клинтон—Шерман было выписано поощрение за 6 лет безаварийной работы. В четверг экипажу предстояло выполнить очередную дозаправку в воздухе, после которой вернуться в Оклахому, однако из-за проходившего в это время над Канзасом холодного фронта погода ухудшилась, в том числе отмечались ветра со скоростью до 40 уз (46 м/с), поэтому вылет перенесли на пятницу, а затем на субботу. Командир Щмук при этом был против таких переносов, так как хотел, чтобы его экипаж провёл субботу дома со своими семьями.
Утром субботы 16 января погода улучшилась, поэтому примерно в 08:30 лётный экипаж заступил на дежурство и к 08:50 прошёл предполётный инструктаж, после чего в 09:00 вышел на лётное поле и направился к самолёту, на котором им предстояло совершить полёт — борту 1442. Заправочная команда сразу поднялась на борт, тогда как лётный экипаж выполнил тщательный внешний осмотр танкера, на что ушёл час. Запас топлива для бомбардировщиков на борту Raggy 42 составлял 31 000 фунтов (14 100 кг) авиационного керосина GP-4, а общий взлётный вес был оценён в 397 000 фунтов (180 100 кг). При запуске двигателей возникла небольшая проблема с двигателем № 1 (крайний левый), мощность в котором в течение 10 минут была на уровне всего 40 % от нормальной, прежде чем сравнялась с остальными, но для новых на то время KC-135 это было нормальным явлением. «Боинг» отъехал со стоянки и направился к началу полосы, а в 10:18 экипаж запросил разрешение на вылет. Диспетчер ответил, что взлёт будет выполняться с полосы «36 левая», а разрешение действует до 10:26. В 10:26 экипаж выполнил нормальный взлёт.
После отрыва от земли самолёт пролетел 4 мили (6,4 км) по прямой, когда запросил разрешение на левый поворот, которое диспетчер дал. Однако затем в 10:29 капитан Щмук неожиданно объявил сигнал бедствия. Диспетчер сразу сообщил, что самолёт находится на удалении 7 миль (11 км) к северо-востоку от аэродрома, после чего спросил, какие на борту проблемы, но ответа уже не последовало. В это же время жители на северо-востоке Уичито услышали нарастающий гул, а посмотрев в окна, с ужасом увидели, как на их дома несётся большой серый самолёт, оставляющий за собой шлейф чёрного дыма — характерного выхлопа двигателей J57. Кто-то из людей на борту попытался перед самым падением спастись, выпрыгнув с парашютом, но попавший в спутную струю купол парашюта не раскрылся и человек погиб.
Вероятно, экипаж пытался увести вышедшую из-под контроля машину в сторону пустыря, но в 10:31, спустя всего 4 минуты с момента взлёта, Raggy 42 с глубоким левым креном врезался в жилой район на пересечении 20-й улицы и улицы Пайатт (англ. Piatt). На борту находились около полусотни тонн авиакеросина, которые, детонировав, произвели мощный взрыв, силу которого некоторые позже сравнили со взрывом склада боеприпасов, при этом взрывная волна выбила стёкла на значительном удалении. Разлившееся топливо вызвало пожар на площади 5 акров (2 га), а высота пламени достигала почти 50 футов (15 м).
В результате пожара были уничтожены 14 домов в 3 кварталах, а ещё 68 домов были повреждены; также сгорели 30 автомобилей. На месте падения образовался кратер глубиной 15 футов (4,6 м). Катастрофа унесла жизни всех 7 членов экипажа (их тела даже не смогли опознать) и 22 человек на земле, в том числе 8 детей возрастом до 12 лет. Не менее 27 человек получили ранения, в том числе 3 — тяжёлые. Одна из погибших — 25-летняя Лаверн Уормсли (англ. Laverne Warmsley) — была беременной, поэтому её нерождённого ребёнка официально признали 30-й жертвой.

## Причины
Расследованием причин происшествия занималась комиссия от военно-воздушных сил, которая через 9 месяцев опубликовала вывод, что катастрофа произошла из-за отказа руля направления. Также по некоторым данным, в двигателе № 1 были найдены остатки тормозного парашюта, который мог остаться на полосе, после того как взлетающий перед KC-135 бомбардировщик B-52 своей спутной струёй оторвал его от незадолго перед этим приземлившегося истребителя-бомбардировщика F-105.

## Компенсация ущерба
Родственникам погибших жителей городские власти выплатили компенсации. По некоторым данным, за погибшего ребёнка каждой семье выплачивалось 400 долларов, а за погибшего взрослого — 700 долларов; выжившие получали немногим больше для компенсации ущерба. Были начаты многочисленные суды, но по итогам 30 исков каждой из подавшей в суд семье было выплачено не более 13 000 долларов, при этом 1/5 от этой суммы ушла на оплату жалования адвокатов. По мнению многих, такие небольшие компенсации были связаны с тем, что катастрофа произошла в районе, где проживало только цветное население.

## Память
В 1971 году на месте катастрофы был открыт Мемориальный парк Пайатт (англ. Piatt Memorial Park). 14 июля 2007 года был открыт памятник жертвам катастрофы, выполненный в виде крыльев из чёрного гранита, на которых перечислены имена всех погибших в трагедии 42-летней давности.

## Культурные аспекты
По мотивам трагедии в Уичито, в 2013 году была написана книга Mayday Over Wichita: The Worst Military Aviation Disaster in Kansas History (рус. Бедствие в Уичито: Худшая военная авиационная катастрофа в истории Канзаса).